# Broadcom Inc.
Broadcom Inc. er en amerikansk mikrochip- og softwarevirksomhed. De designer, udvikler og fremstiller halvledere og infrastruktur-software. Broadcom's produkter benyttes i datacentre, netværk, software, bredbånd, trådløs teknologi, lagring og industri.